# Assiko

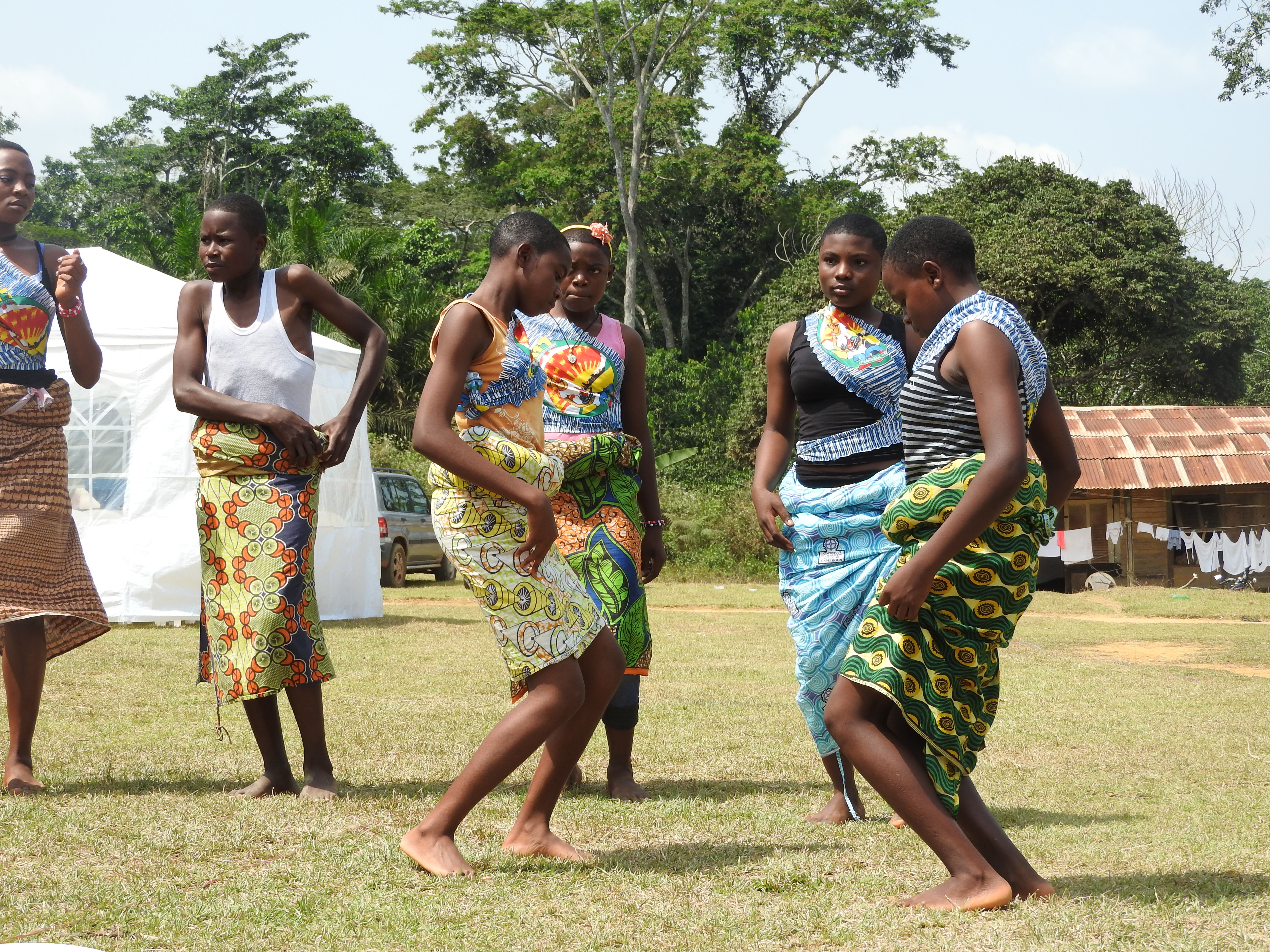
Jeunes danseurs Assiko à Hikoadjom le 8 mars 2017

L'assiko est une danse traditionnelle camerounaise de guérison transformée en danse de fête. On trouve surtout cette danse chez les Bassa et les Betis. Les danseurs évoluent à petits pas en se déhanchant sensuellement.

## Description
La musique se joue avec des guitares et des percussions traditionnelles. De nos jours, le rythme de bouteilles vides entrechoquées. Puis à certains moments, les danseurs posent sur leurs têtes des bouteilles, tout en continuant leurs mouvements, s'accroupissant et se livrant à des acrobaties.
L'assiko se danse vêtu d’un pagne et souvent pieds nus. Les mouvements favorisent une souple rotation des reins.
La musique assiko se popularise par le guitariste Jean Bikoko, alias Aladin

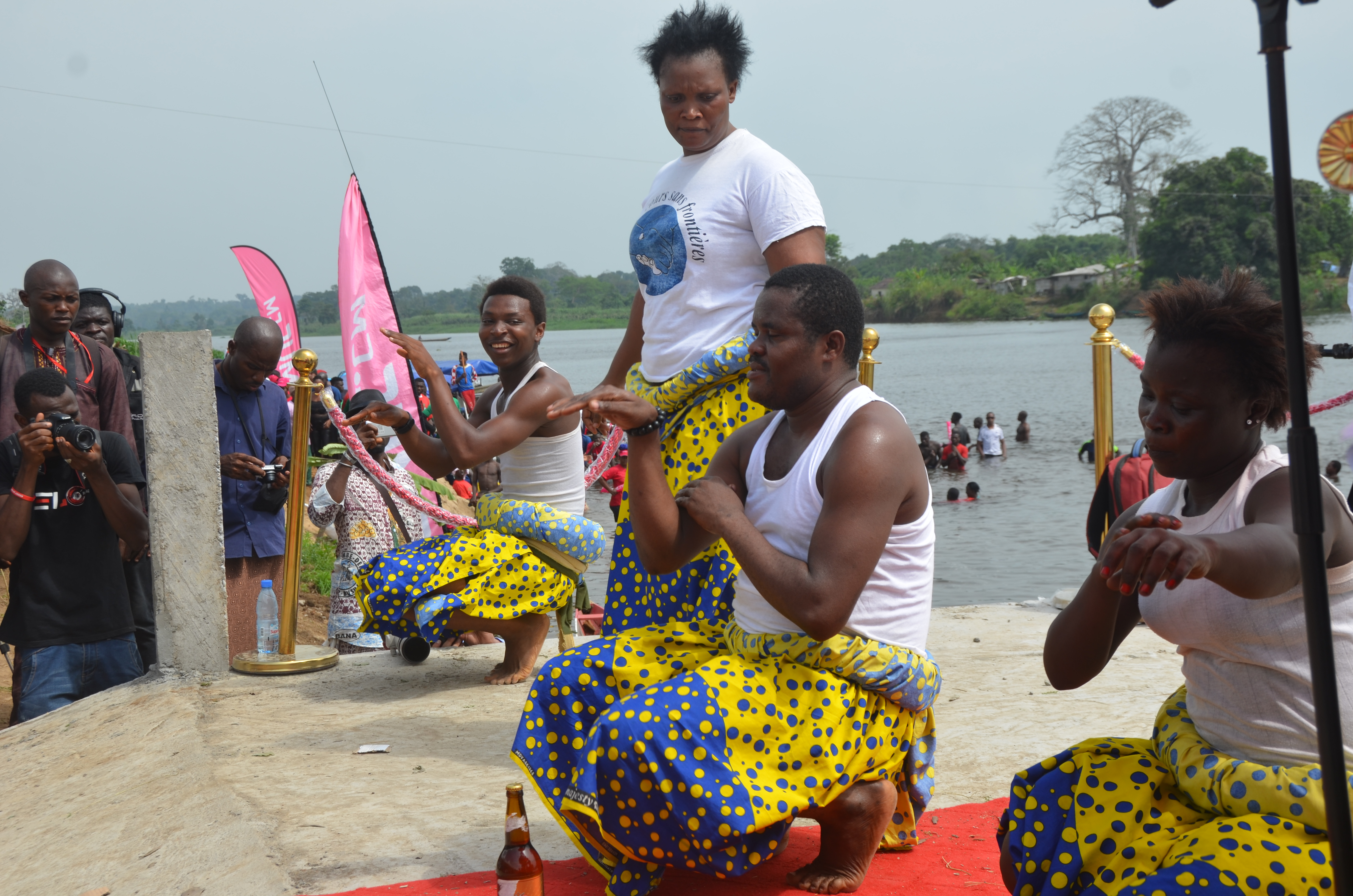
Assiko au Festival du Ngondo

Parmi d'autres artistes d'assiko traditionnels ou plus récents, nous pouvons citer entre autres, Limala Joseph, Mongo Mbea,Olivier de Clovis Bonga, Paul Balomog, Samson chaud gars, Jackson, Kilama, Kon Mbogol, Nlella.

## Principaux artistes
- Jean Bikoko
- Olivier de Clovis Bonga
- Samson Chaud Gars
- Martin Kon Mbogol
- Défense
- Fleur Devault
- Viviane Etienne
- Kristo Numpuby
- Tchuck Élizé
- Jackson

Démonstration lors du Festival Mbog Liaa
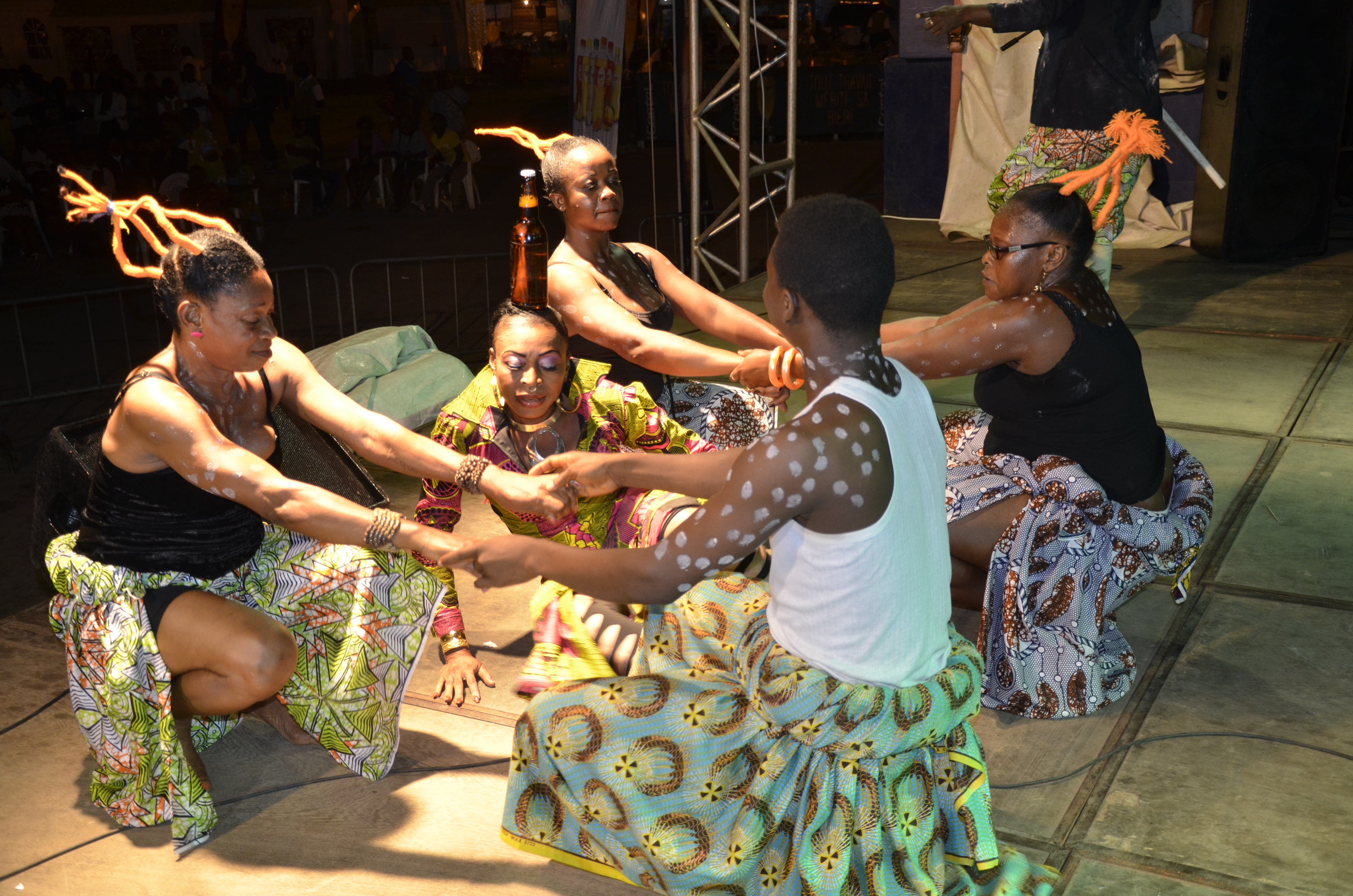
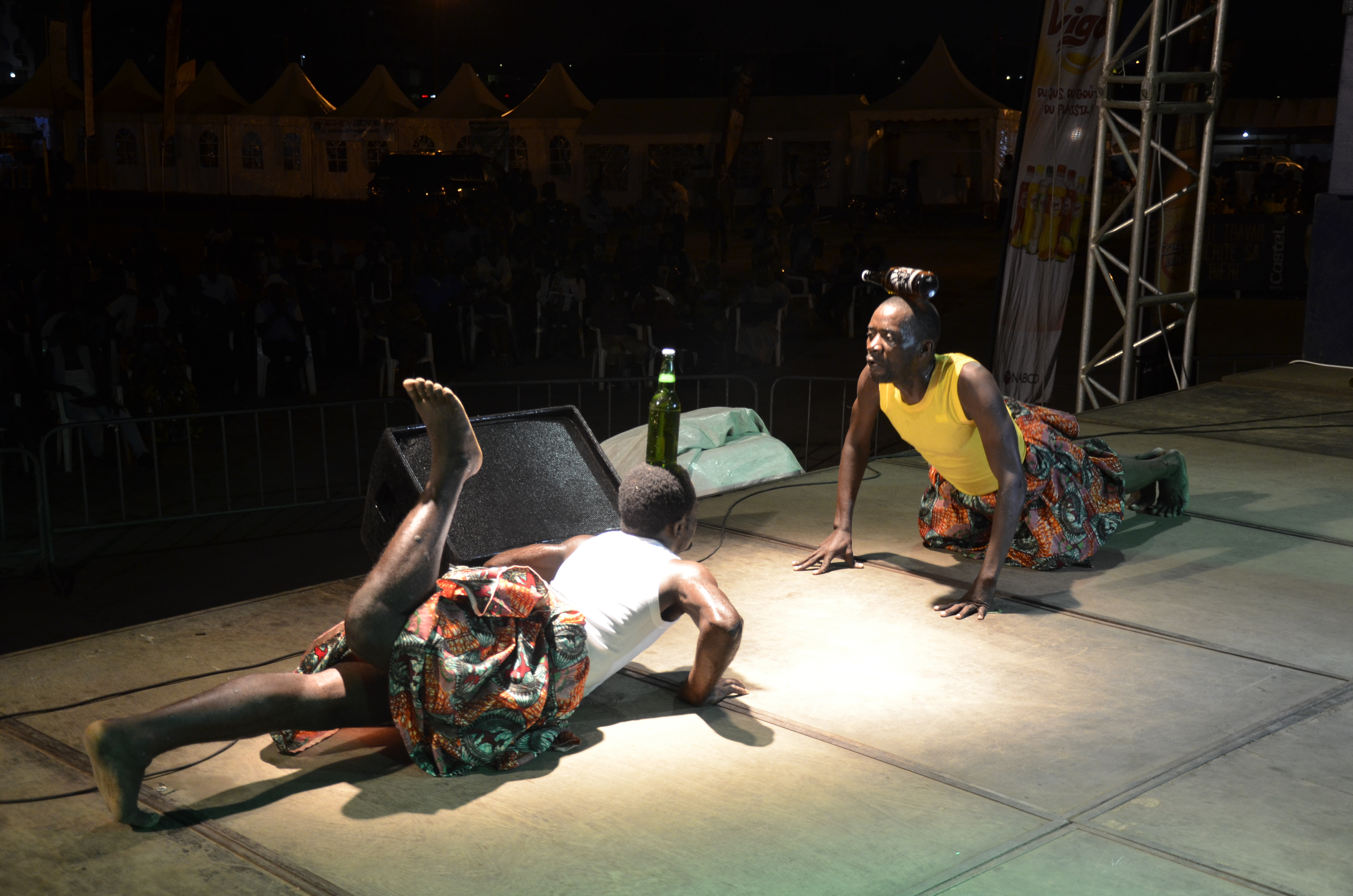
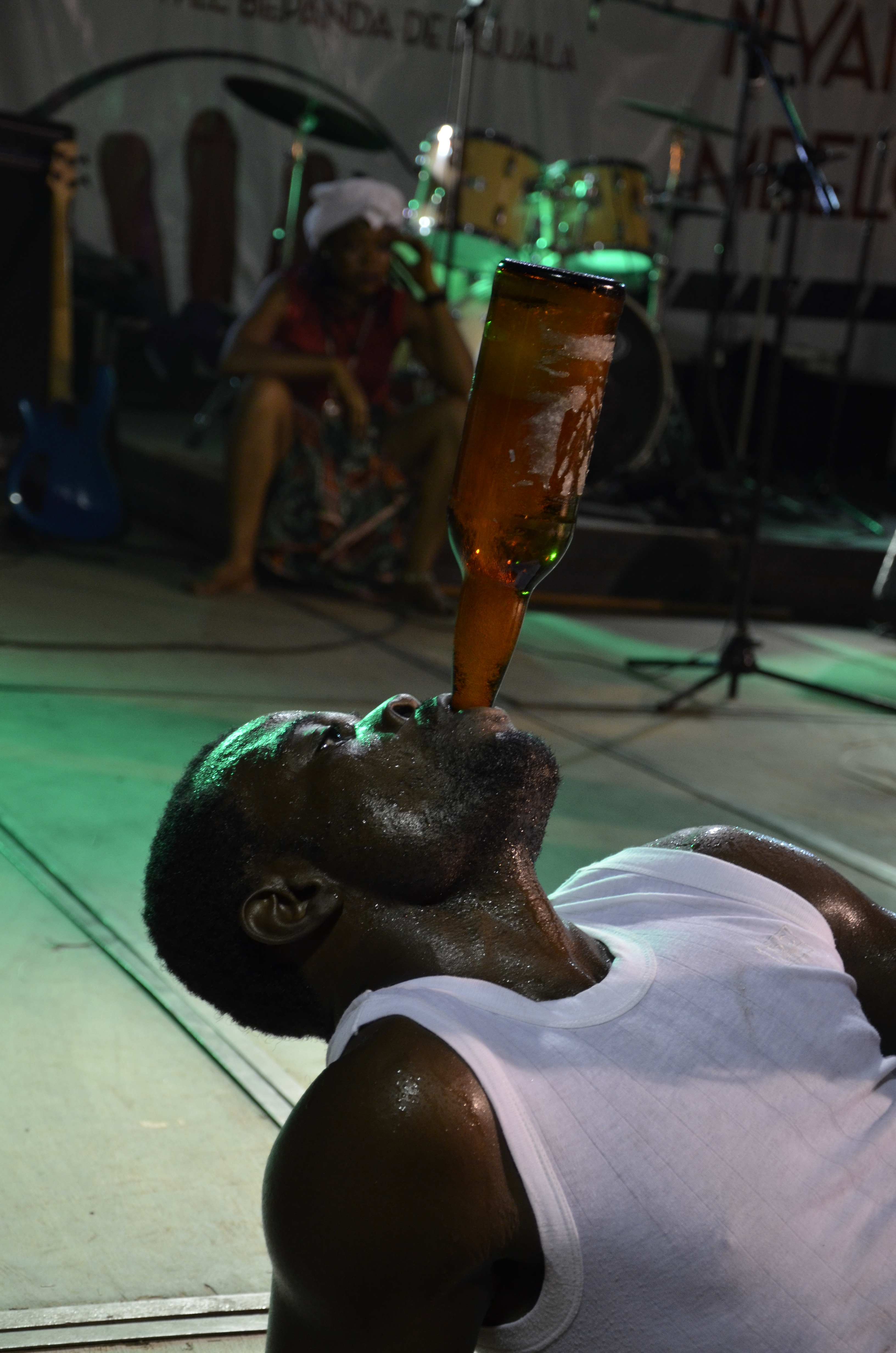
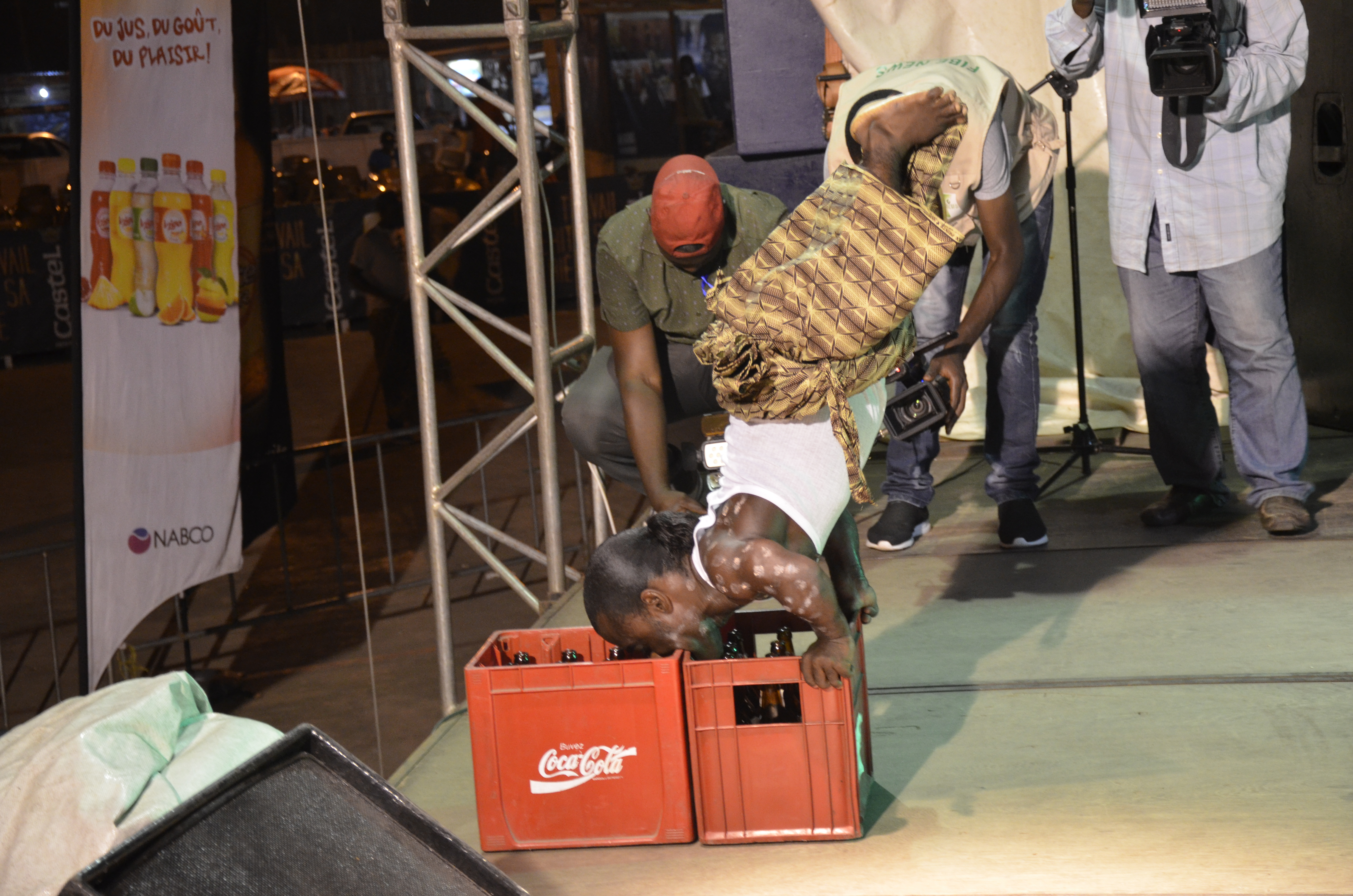
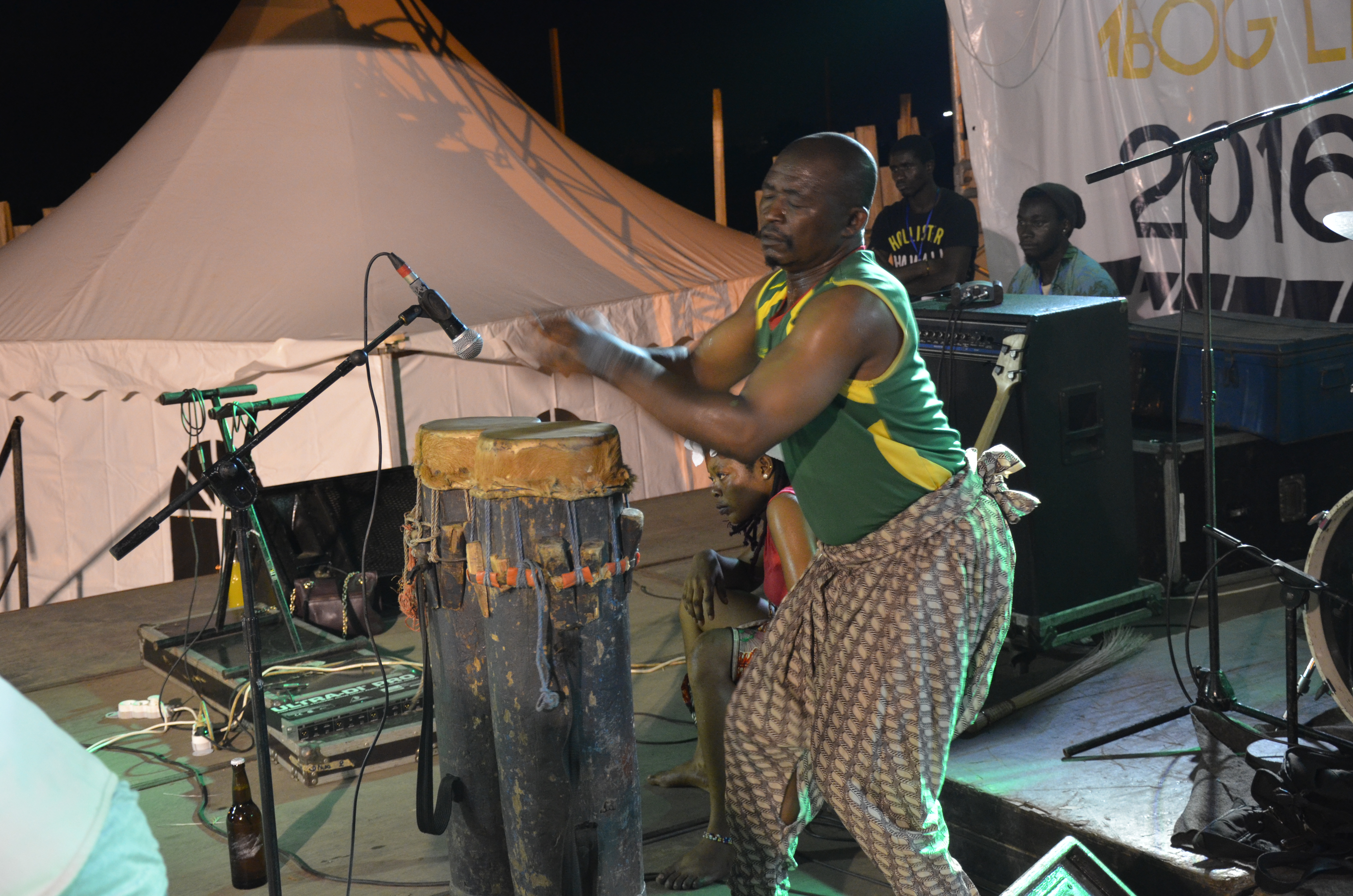